# Piotrowice (Strzelin)
Piotrowice (deutsch: Peterwitz) ist ein Ort in der Stadt- und Landgemeinde Strzelin (Strehlen) im Powiat Strzeliński der Woiwodschaft Niederschlesien in Polen.

## Lage
Nachbarorte sind Mikoszów (Niklasdorf) im Osten, Karszów (Karschau) und Dobrogoszcz (Dobergast) im Süden.

## Geschichte
Nach dem Ersten Schlesischen Krieg fiel Peterwitz mit dem größten Teil Schlesiens 1741/42 an Preußen. Die alten Verwaltungsstrukturen wurden aufgelöst und Peterwitz in den Landkreis Strehlen eingegliedert. Eigentümer war 1783 die Frau des Generals von Prittwitz. Damals bestand das Dorf aus einem Vorwerk, fünf Bauern, 24 Feuerstellen und 179 Einwohnern. 1845 zählte der Ort in Besitz eines Herren von Gellhorn, 30 Häuser, ein herrschaftliches Schloss, ein herrschaftliches Vorwerk, 282 überwiegend evangelische Einwohner (14 katholisch), evangelische Kirche zu St. Michael in Strehlen, eine evangelische Schule nur für den Ort mit einem Lehrer, katholische Kirche zu Strehlen, eine Windmühle, zwei Höcker und sechs Handwerker. 1874 wurde aus den Landgemeinden Peterwitz und Pentsch und deren Gutsbezirken der Amtsbezirk Peterwitz gebildet. Erster Amtsvorsteher war Rittergutsbesitzer von Saldern in Peterwitz.
Als Folge des Zweiten Weltkriegs fiel Peterwitz 1945 mit dem größten Teil Schlesiens an Polen. Nachfolgend wurde es in Piotrowice umbenannt. Die deutsche Bevölkerung wurde, soweit sie nicht schon vorher geflohen war, weitgehend vertrieben. Die neu angesiedelten Bewohner waren teilweise Zwangsumgesiedelte aus Ostpolen, das an die Sowjetunion gefallen war. Von 1975 bis 1998 gehörte Piotrowice zur Woiwodschaft Breslau.